# Tage Möller
För arkitekten, se Tage Møller (arkitekt)
Tage Møller, född 9 december 1946 i Danmark, död 2011, var en dansk-svensk formgivare och en av grundarna till konsthantverkskollektivet 10-gruppen år 1970.
Som formgivare skapade han bland annat produkter för 10-gruppens egen butik samt tapetmönster för Duro, textil för bland annat Borås Wäfveri AB, och mönster för vaxdukar.
Møller är representerad vid bland annat Nationalmuseum och Victoria and Albert Museum.